# 港式英語
香港英語或称港式英語（英語：Hong Kong English）是指帶有香港口音的英語，也可指帶有粵語廣府話（即港式粵語）口音、文法及語言元素的英語口語。因為受港式粵語、英式英語、獨特詞語和香港文化影響，以及在珠三角地區為主要語言，所以港式英語不僅僅在香港存在，在母語為粵語地區也普遍存在，例如廣州。港式英語與正式英語的文法和發音存在巨大差異，其主要受到英國英語影響，但最近日益受到美國英語的影響。當中缺乏英語的變調，大多數英語特有而在廣東話中不存在的音調被簡化，以其腔調取代之。港式英語常以廣府話接近的輔、元音取代英語所特有。由於港式粵語和英語間輔音、元音以及音節構造差異甚大，往往使一般母語為英語的人士感到理解困難。港式英語和港式粵語混合使用，亦因為夾雜中英語特色，不易被英語說話者理解。根據《基本法》第9條及《法定語文條例》，中文、英文都是香港法定語文，香港政府亦推行「兩文三語」的政策，但香港未有相關成文法規指明以哪一種英語變體為標準。

## 歷史
港式英語普遍最初出現於香港人編寫的通勝（通書／皇曆），在多年前已有記載常用英語的廣東話讀法。通勝以廣府話字詞音譯方式為英語注音。譬如「dinner」（晚餐）一字，通勝上會寫成為「甸拿」、「give me」（給我）寫成「劫米」；「husband」（丈夫）一字寫成為「蝦子餅」，而「happy new year」（新年快樂）寫成「合皮扭耳」等。
由於通勝普及，老一輩香港人會以此參考來學習英文。現在，雖然這種讀音拼寫方法已經很少出現，但香港人又經常以代代相傳的廣府話代替原來英語發音，使原本錯誤發音的英文反變成香港的「特色」之一，例如經常把有線電視的英文名稱「Cable」（[ˈkeɪbḷ]）讀作「畸寶」（[kʰei55pou35]）。另外，因為香港的學校普遍不會詳細教授語音知識，學生往往是依靠英語老師來學習英語的發音，但英語老師的發音又不一定正確。在多種因素影響下，港式英語漸漸形成。
隨著互聯網的興起，港式英語除了以往用口述的形式去表示之外，亦有以書寫的形式出現於即時通訊軟件及其他電子媒體上作為溝通的方法。然而，現今所謂書寫形式的港式英語，比起於詞彙的用法，更大程度上指由港式英語與羅馬化粵語拼音組成的溝通模式，俗稱「火星文」、「偽ABC話」。有人更在Facebook上開設用港式英語（Kongish）作為主要溝通語言的「港語日報」（Kongish Daily）專頁，以港式幽默諷刺社會。

## 發音

### 元音
单元音
|          | 前元音 | 央元音 | 后元音 |
| 高元音   | i      |        | u      |
| 次高元音 | ɪ      |        | ʊ      |
| 半高元音 | e      | ɵ      |        |
| 半低元音 | ɛ œ    | ɐ      | ɔ      |
| 低元音   | a      | ɐ      |        |

双元音
| ai | au | ei | ou | ɔi | ɛu | iu |

粵語廣府話有13個元音，下表斜體者為受後接輔音影響而改變的元音。英語則有14個元音。兩者共有的元音有10個。
| 廣府話特有元音 | 兩者共有元音        | 英語特有元音 |
| -------------- | ------------------- | ------------ |
| œ ɵ y          | ɛ e i ɪ ɔ o u ʊ a ɐ | ɑ æ ɒ ə      |

（o為美國英語元音。）（二次大戰前，cup中的元音是一個後元音ʌ，但之後已推移成中元音因此ɐ更為準確，繼續使用符號ʌ的原因部分是歷史原因。）
英語特有的元音，在港式口音被轉移到某些廣府話元音。

#### 英語特有元音轉移
| 原來元音 | 變成 | 分別                     | 例字                         |
| -------- | ---- | ------------------------ | ---------------------------- |
| ɑ        | a    | 舌位不夠後和低，而縮短了 | far [fɑː] → 花 [fa]          |
| ə        | ɐ    | 舌位不在中央且太低       | support [səˈpɔːt] → [sɐˈpɔt] |
| ɜː       | œ    | 舌位過前過低，而唇圓了   | sir [sɜː] → [sœ]             |

#### 難分辨的元音
| 原來元音         | 變成 | 分別                                                | 例字                                   |
| ---------------- | ---- | --------------------------------------------------- | -------------------------------------- |
| a（英）、æ（美） | ɛ    | 舌位不夠低，而下顎張大得不夠                        | cat [kat]、[kæt] → [kɛt]               |
| iː               | i    | 縮短了                                              | eat [iːt] → [it]                       |
| ɪ                | i    | 舌位高了，但在/ŋ、ɡ、k/之前發得準確，因為廣府話有的 | it [iːt] → [it]，king [kɪŋ] → [kɪŋ]    |
| uː               | u    | 縮短了                                              | boot [buːt] → [but]                    |
| ʊ                | u    | 舌位高了，但在/ŋ、ɡ、k/之前發得準確，因為廣府話有的 | foot [fʊt] → [fut]，look [lʊk] → [lʊk] |

#### 其他差別
- 二次大戰後，英語短元音[ʌ]變成[ɐ]，嘴張大了，港式英語都是這樣，例字：luck [lʌk] → [lɐk]。
- 英語以元音開頭的音節,  港式英語在前加喉塞音[ʔ]。成因是廣府話沒有以元音開首的音節，前面一定加上[ʔ]為聲母。如I [aɪ] → [ʔai]
- 港式英語以[ʔi]開首的音節，港式英語在前加半元音[j]。成因是廣府話以[ʔi]開首的音節，前面實際加上[j]為聲母。如ear [ɪə] → [ˈjiːaː]，與year [jɪə] → [ˈjiːaː]混淆。

#### 雙元音
港式英語常將英語[ɪ], [ʊ]結束的雙元音，錯以對應[i], [u]代替。例如[aʊ]中的[ʊ]換作[u]。其他分別有：
| 原雙元音           | 變成 | 分別                          | 例字                                        |
| ------------------ | ---- | ----------------------------- | ------------------------------------------- |
| eɪ                 | ɪ    | 將[e]刪除                     | cake [keɪk] → kick [kɪk] eight [eɪt] → [ɪt] |
| eɪ                 | ɛ    | 嘴張大了，而舌頭沒有向[ɪ]滑動 | name [neɪm] → [nɛm]                         |
| əʊ（英）、oʊ（美） | ou   | 他們發了美國口音              | no [nəʊ]、[noʊ] → [nou]                     |
| əʊ（英）、oʊ（美） | ʊ    | 將[ə]或[o]刪除                | own [əʊn]、[oʊn] → [ʊŋ]                     |
| aʊ                 | a    | a之後沒向短元音[ʊ]滑動        | down [daʊn] → [taŋ]                         |
| ɔɪ                 | ɔ    | ɔ之後沒向短元音[ɪ]滑動        | join [d͡ʒɔɪn] → [tsɔn]                       |

英語雙元音後接[ə]時，港式英文錯誤分成兩部分讀出，且加上將前面元音輔音化的音。例字：flower [ˈflaʊə] → [ˈflaːu.waː]。英語讀法應為舌頭開始後隨即向[ə]滑動。如[aʊə]中，由[a]稍向[ʊ]移動後，即向[ə]滑動。

### 輔音
|        | 双唇音 | 唇齿音 | 舌尖音 | 舌面中音 | 舌面后音 | 喉音 |
| 塞音   | p pʰ   |        | t tʰ   |          | k kʰ     |      |
| 塞擦音 |        |        | ts tsʰ |          |          |      |
| 擦音   |        | f      | s      |          |          | h    |
| 鼻音   | m      |        | n      |          | ŋ        |      |
| 边音   |        |        | l      |          |          |      |
| 半元音 | w      |        |        | j        |          |      |

廣府話沒有濁塞音和濁擦音，因此以不送氣清音代替,  基本上清濁音不分。
baby [ˈbeɪbɪ] → [ˈpeipiː]
physics [ˈfɪzɪks] → [ˈfisɪks]
但英語發濁音時，舌頭肌肉和口腔應該更放鬆，聲帶震動。
以下為除清濁差異外，廣府話中沒有的英語輔音列表。

#### 英語特有輔音
| 原來輔音 | 代替音 | 例字                                                     |
| -------- | ------ | -------------------------------------------------------- |
| θ        | f      | thief [θiːf] → [fif] think→[θɪnk] →[fɪnk]                |
| ð        | t      | gather [ˈgæðə] → [ˈkɛta]                                 |
| ɹ        | w      | red [ɹɛd] → wet [wɛt]                                    |
| ʃ, ʒ     | s      | ocean [ˈəʊʃən] → [ˈousɵn] treasure [ˈtɹɛʒə] → [ˈt͡sʰɛːsœ] |
| ʧ        | ʦʰ     | chief [ʧiːf] → [t͡sʰif]                                   |
| ʤ        | ʦ      | jump [ʤɐmp] → [t͡sɐm]                                     |

大部份人都能掌握英語特有輔音[ɹ], [ʃ]和[ʧ]的讀法。
英語[l]音在音節尾，會發成軟顎化的「暗l」音[l̴]，舌尖觸齒齦時，舌根同時抬起，如同發[u]音。港式英語將之換作[u̯]，有時因前面元音相似而省略。
fell [fɛl] → [fɛu̯]
mail [meɪl] → [mɛu̯]
Paul [pʰɔːl] → paw [pʰɔ]
all [ɔːl] → awe [ɔ]
英語[l], [n]有時會元音化為[l̩], [n̩]，港式英語將[l̩]換作[ou]，將[n̩]換作[ɐn], [ɵn]
little [ˈlɪtl̩] → [ˈlittʰou]
people [ˈpʰiːpl̩] → [ˈpʰipʰou]
certain [ˈsɜːtn̩] → [ˈsœtɐn]
fusion [ˈfjuːʒn̩] → [ˈfiusɵn]

#### 其他輔音差異
廣府話入聲尾-p, -t, -k都是沒有爆破音的[p̚]、[t̚]、[k̚]，港式英語一定以同方式發出，聽起來像被吞了進去，但英語發音可以是送氣的[pʰ]、[tʰ]、[kʰ]。如what [wɒtʰ] → [wɒt̚]。
廣府話[m]、[ŋ]的發音有音節化（「唔」、「吳」），但[n]沒有音節化、所以港式英語的button讀[ˈpɐtʰɐn]。
廣府話元音[ɪ],   [ʊ]只可接軟顎音，於是港式英語[ɪ],   [ʊ]後的輔音亦變為軟顎音，如home[həʊm] → [hʊŋ]

#### 輔音群
由於香港人沒有學習英語的輔音群的特殊讀法（如[tɹ]的[t]和單獨[t]的發音方法不同），以致輔音群成為發音難點。港式英語往往改變以遷就廣府話發音。
- 把輔音群刪減：

claim [kleɪm] → [kʰɛm]
complete [kəmˈpliːt] → compete [kʰɐmˈpʰit]
hold [həʊld] → ho [hou]
moment [ˈməʊmənt] → [ˈmoumɐn]
most [məʊst] → [mous], [mou]
round [ɹaʊnd] → [waŋ]
- 以另一輔音代替：

three [θɹiː] → fee [fi]
true [tɹuː] → chew [t͡sʰu]
draw [dɹɔː] → [t͡sɔ]
- 增加元音：

mention [ˈmɛnʃəṇ] → [ˈmɛnsɵn]

### 音節差異
廣府話音節構造為：
輔音+元音+（輔音）（括號表示可省略的元素。）
另外每個音節還帶有字調。上述結尾輔音也包括了半元音[i],[u]。
英語音節構造為：
（輔音）+（輔音）+（輔音）+元音+（輔音）+（輔音）+（輔音）+（輔音）
香港人說英語時，常不自覺地把英語發音套入廣府話韻母。由於廣府話韻母構造遠比英語簡單，發音偏離正確，令聽者難以明白。而且，每個英語音節都會加入固定廣府話字調，通常英語重讀音節音調較高。
- 因為廣府話元音後不接兩個輔音，省略一個。

game [geɪm] → [kɛm] （[ɡeɪm]省略半元音[ɪ]。）
time [taɪm] → [tam] （[taɪm]省略半元音[ɪ]。）
line [laɪn] → [lai] （[laɪn]省略輔音[n]。）
- 因開首輔音加半元音[j]再接元音的構造不存在於廣府話，於是把它改為元音[i]後接半元音，或將輔音和半元音以單輔音代替。

new [njuː] → [niːu]
Tuesday [ˈtjuːzdeɪ] → [ˈt͡sʰustei]
- 有些音節配合不是廣府話所有的，可能用另一廣府話韻母代替。

main [meɪn] → [mɪŋ] （廣府話無[eɪn]韻母）
phone [fəʊn] → [fʊŋ] （廣府話無[oʊn]韻母）

### 音節分隔
港式英語由於不理解英語音節的分隔，所以港式英語音節的分隔變為：如音節之間的輔音是鼻音或塞音，且前面元音為單元音，則音節的分隔變得不明顯，即該輔音既是前面音節的結尾輔音，也是後面音節的開首輔音。
如音節之間的輔音不是鼻音或塞音，或前面元音為雙元音，則該輔音一定是後面音節的開首輔音。如oven[ʌvn̩] → [oufɐn] ,英語中[v]應是在前面的音節，但港式英語變為於後面音節。

### 不發聲字母
部份英文詞語擁有一些不發聲字母（如 Greenwich, Bonham, Beckham, Salisbury 中的 'w','h','l' 和 Leicester, Gloucester 中的 'ce' ），香港人多不了解而照樣唸出來。

### 語調
港式英語的語調，是把廣府話的語調搬到英語。如：hello [hə'ləʊ]会被读成粤语“哈佬”；mother [ˈmʌðɚ]会被读成粤语“妈打”，如香港电影《南北妈打》因此比起正常英語語調顯得不自然，使得以英语为母语者不得其解。
另外，香港電視台電視廣播有限公司縮寫TVB [ti-vi-bi]，該台節目主持及司儀卻經常讀成[ti-wee-bi]。

#### 高低
英語語調以多個字為一組，隨著說話人所表達的情感和態度自由升降，音高改變流暢平滑，一般說話音域達兩個八度。通常廣府話每字聲調固定（例外為髒話的音調會於字的結尾下降），因此港式英語單字音節高低也固定不變，通常鎖定重讀音節為55，非重讀為22或11。而且每個音節是有間斷的讀出，如同說廣府話單字。港式英語的語調，因而語流斷斷續續，音節間高低變化大，起伏突兀，音域受限，缺乏感情。

#### 強弱音節
英語多音節字，只有一兩個音節是重讀，其餘為輕讀音節，其元音弱化為[ə]、[ɪ]，因此這兩個元音出現次數最多。港式英語不將輕音節元音弱化，例如professional [pɹəˈfɛʃənəl] → [pouˈfɛsɵnou], advantage [ədˈvɑːntɪʤ] → [ɛtˈfantʰeit͡sʰ]，又如動詞過去式-ed讀得過重，例如wanted [ˈwɒntɪd] → [ˈwɔntʰɐt]。有時沒有正確弱化，如temperature [ˈtɛmpɹəʧə] → [ˈtʰɛmpawat͡sʰœ]。有些字重音節也會放錯位置，如triangle [ˈtɹaɪæŋɡl̩] → [tsʰwaiˈɛŋkou]，第二音節變成重讀。
英語句子中主要的字詞，以較強的氣流讀出，較響亮，也會加長。非主要的字詞和非重讀音節，讀得較弱較短。但港式英語往往忽略，把每個字詞都讀得同樣重，主要字詞只延長音節，令聽者不知哪些字詞重要。

#### 英語弱讀
單音節的功能詞如 is, in, that 等，港式英語中，以較低音調讀出；但標準英語未必這些字降低音調，而是把讀音弱化。如is原讀[ɪz]，弱化為[s]、[z]；can原讀[kæn]，弱化為[kən]、[kn]。港式英語不將之弱化，因廣府話也沒有輕讀虛字。

### 更多例子
about [əˈbaʊt] → [ʔa22pau55]
Alan [ˈælən], Ellen [ˈɛlən]→ [ʔɛ55lɐn11]
around [əˈɹaʊnd] → [ʔa22waŋ55]
beautiful [ˈbjuːtɪfḷ] → [piu55tʰi22fou11]
fail[feɪl] → [fɛu55]
go [gəʊ] → [kou55]
is [ɪz] → [jis22]
music [ˈmjʊzɪk] → [miu55sɪk̚11]
nine [naɪn] → [nai55]
seven eleven [ˌsɛvṇ ɪˈlɛvṇ] → [sɛ55fɐn55 ji22lɛ55fɐn11]
Vivian [ˈvɪvɪən] → [fi55fi22jɐn11]
He is a boy. [hizəˈbɔɪ] → [hi55jis22a22pɔi55]

## 文法
- 冠詞使用錯誤：在應使用冠詞（即不定冠詞「a/an」和定冠詞「the」）時遺漏，或在不應使用時加入，或混淆兩種冠詞。
- 無視動詞變位：不因應主詞的人稱和數（單、複數）而作動詞變位，如「is」和「are」，因中文不作此區分。
- 數字
  - 在讀出數目時，若果數字超過一萬，因為中文的數字以萬為一組，而英文的以千為一組，常出現轉换困難。中文之中，一千的十倍是一萬、一萬的十倍是十萬......一千萬的十倍是一億；而英文的「one thousand」（一千）的十倍是「ten thousand」（一萬），「ten thousand」的十倍是「one hundred thousand」（十萬），「one hundred thousand」的十倍是「one million」（一百萬）。
  - 使用分數的困難：中文分母先行，而英文分子先行。如「three over four」（四分之三）變成「four over three」。
- 前置詞of：使用時，與中文“的”字語順相反，易生混亂（例：race of a person指一個人的種族）；但是有些情况可改用's規避（例：a person's race）。
- 價格折扣習慣的差異：中文用折扣後的比數（八折，即原價的80%），而英文則用折扣的幅度（20% off，即少付20%）。例：「twenty percent discount」，在港式英語中，受到中文「八折」或「80%」的影響，變成了「eight tenths discount」。尤其在商店使用時，需要迅速對答，「10% discount」有時變成了「90% discount」。而且 「discount」一字作名詞時，重音應在字首「dis」內，甚至會有人笑言將「discount」誤讀為「電視框」。
- 極性（polarity）
  - Yes和No的用法，與中文的“是”和“否”不完全對應。在談話中，中文選用“是”或“否”，準則是同意或不同意對方的語句；而英文則不同，選用Yes或No的準則是後句有没有否定詞（如not）。故此常見 No, you have 等情况。
  - 與上一項類似，中文的使用“也”、“都”等語，不分肯定否定語句，一律適用。但是英文的too，只能用在肯定語句，否定語句需用neither（如句中没有否定詞）或either （如句中已有否定詞）。

## 拼法及口音
英式英文用於日常課堂學習，但是英、美兩式的拼字法（例如以-ise/-ize作動詞結尾，以-er/-re或-our/-or作名詞結尾）在香港都普遍通行，而在大部分(包括考評局的)公開考試中使用美式英文串法亦不會當作錯誤，因為考官來自很多不同的地方(...Examiners come from many different places...)。

## 特有詞彙
- 'Taipan'[taipan]「大班」：原來是香港開埠時的洋行負責人，現在泛指大公司或銀行的老闆。另外，鄭經翰的外號「鄭大班」就是這個意思。
- 'Chop'[tsɔp]：解作「印截」或「蓋印」，來自印度的詞語 cap 。香港廣府話口語常把「郵戳」讀成「郵Chop」就是由此英文字轉化而成。
- 'Hong Kong foot'[hɔŋ kɔŋ fut]：即「足癬」。英國官兵因穿上不透氣的長靴而在香港染上該病，故以命名為「香港腳」。國際詞彙為athlete's foot。
- 'Jetso'[tsɛtsou]：即廣府話「著數」的音譯，意義為優惠、利益、好處，相當於台灣的「好康」一詞。
- 'Chief Executive（CE）'[tsif ʔɪksɛ'kiutif] ：一般指政府首腦，也可以指某機構之首長。在香港，它特指香港行政長官（即香港特首）。
- 'Legco/LegCo'[lɛkkou]：香港的立法會（Legislative Council）。
- 'Lai See'[laisi]：即「利市」的音譯。國際詞彙為Lucky money。[來源請求]
- 'add oil'['ɛt 'ʔɔijou]：即加油打氣的意思，牛津英語詞典2018年也收錄了。[4]
- 'drop notes'[tsɔt nʊks]是非正統的英文，正確的詞彙為jot notes[5][6]，都是 抄筆記 的意思，但港式英語中此兩字的讀音均為[tsɔt nʊks]。